# Bosques templados de Australia oriental
Los bosques templados de Australia oriental son una amplia ecorregión de bosques abiertos en tierras altas (típicamente en la Gran Cordillera Divisoria) que comienza desde la costa este de Nueva Gales del Sur hasta el sur de Queensland, Australia. Aunque los bosques esclerófilos secos y húmedos de eucaliptos predominan dentro de esta ecorregión, también están presentes varias comunidades distinguibles de la selva tropical.
Muchos parques nacionales y estatales se distribuyen en Nueva Gales del Sur y Queensland, aunque la representación de los hábitats varía en toda la ecorregión. En algunas áreas, los bosques de eucalipto y los bosques secos se han talado para desarrollo urbano o para mejorar el pastoreo. Antes de que los europeos llegaran por primera vez a Australia, la región de los montes de la Frontera tenía una de las selvas tropicales más grandes de Australia.

## Geografía
Esta ecorregión cubre un área entre la costa este de Australia y la Gran Cordillera Divisoria, comenzando justo encima de Eden, Nueva Gales del Sur en la Costa Sur, que incluye (partes de) las Montañas Azules al oeste de Sídney, y termina en los Montes de la Frontera del sur de Queensland. El área metropolitana de Sídney es de transición con regiones como el gran oeste (o el bosque de la llanura de Cumberland) prácticamente excluidas de este bioma, ya que contienen predominantemente bosques esclerófilos secos y, por lo tanto, tendrían más en común con los bosques mediterráneos. Aunque los focos de áreas boscosas en Sídney, como los de The Hills Shire al norte y Sutherland Shire al sur, que son relativamente húmedos y, por lo tanto, exuberantes, tienen regiones dentro de ellos que forman parte de los bosques templados del este de Australia.
Los bosques subtropicales son bosques cerrados complejos que son la comunidad más desarrollada de Nueva Gales del Sur, que crecen en sitios cálidos y fecundos con precipitaciones superiores a 1300 mm por año. Se encuentran predominantemente entre la frontera de Queensland y Nueva Gales del Sur, cerca de Gold Coast, Coffs Harbour y Byron Bay.
Los bosques lluviosos secos son bosques bajos y cerrados con dosel irregular que ocurren en sitios con menor precipitación, que van desde 600 mm a 1100 mm de precipitación anual, generalmente en partes de las Montañas Azules y también cerca de Narooma y Moruya en la costa sur. La selva seca se distribuyó en el sureste de Queensland, donde ocupaba alrededor de medio millón de hectáreas, aunque ahora se ha talado ampliamente para la agricultura. Hay una pequeña comunidad de selva tropical seca en el suroeste de Sídney, cerca de Abbotsbury. Western Vine Thickets, otro bioma de bosque seco cerrado, se encuentra en el interior de Nueva Gales del Sur, cerca de Moree y Narrabri.
Los bosques lluviosos templados cálidos son bosques cerrados con mucha menos diversidad que los bosques lluviosos secos o subtropicales, que crecen en suelos con pocos nutrientes. Se encuentra disperso en las Montañas Azules, la costa central, la costa norte, la escarpa de Illawarra cerca de Wollongong y en zonas aisladas de la costa sur. Los bosques templados fríos se encuentran en las tierras altas de las zonas del norte de Nueva Gales del Sur.
Las comunidades del bosque lluvioso de esta región exhiben relaciones ecológicas con otras regiones: el bosque lluvioso templado frío es similar al bioma que se encuentra en Tasmania, el bosque lluvioso templado cálido tiene vínculos con la Isla Norte de Nueva Zelanda, y también se encuentran las regiones subtropicales y secas al norte de la ecorregión de los bosques tropicales de Queensland. El área de las Montañas Azules tiene más de 90 taxones de eucaliptos, o el 13% de la dispersión global.

### Agrupaciones de biomas
La ecorregión tiene una variedad de comunidades de vegetación en su alcance:
- Bosques abiertos de eucalipto (bosques esclerófilos secos y húmedos)
  - Bosque abierto alto de eucalipto
  - Bosque abierto de eucalipto
  - Bosque abierto bajo de eucalipto
  - Bosques de hierba abierta de eucalipto
- Bosques cerrados (selvas tropicales y matorrales de vid)
  - Selva subtropical
  - Selva litoral
  - Selva seca
  - Selva tropical templada cálida (grupo sur y norte)
  - Bosque lluvioso templado fresco
  - Matorrales de vid occidentales

A tener en cuenta, el bosque de eucaliptos abierto es una amplia comunidad de vegetación en forma de media luna que se encuentra desde Gladstone, Queensland hasta Quorn, Australia Meridional, en el suroeste, que incorpora bosques templados del sureste de Australia en el sur de Victoria y los bosques mediterráneos en el oeste. Victoria y el este de Australia Meridional.

## Clima
Se trata de áreas de bosque de eucaliptos en una meseta de arenisca, con secciones más pequeñas de acantilados, gargantas escarpadas con vegetación de selva tropical y brezales arenosos en las costas. El clima es oceánico al sur y subtropical húmedo al norte. En las áreas centrales de las Montañas Azules, las precipitaciones promedian entre 1100 y 1400 mm anuales. El clima en las regiones costeras es húmedo, con lluvias excesivas (1200 mm a 1600 mm al año). Las precipitaciones disminuyen a medida que uno se desplaza hacia el interior de la región de Nueva Inglaterra, con Armidale recibiendo alrededor de 800 mm de lluvia cada año en promedio. Los inviernos en esa ciudad son fríos y húmedos y las elevaciones más altas reciben nevadas la mayoría de los años.

## Flora

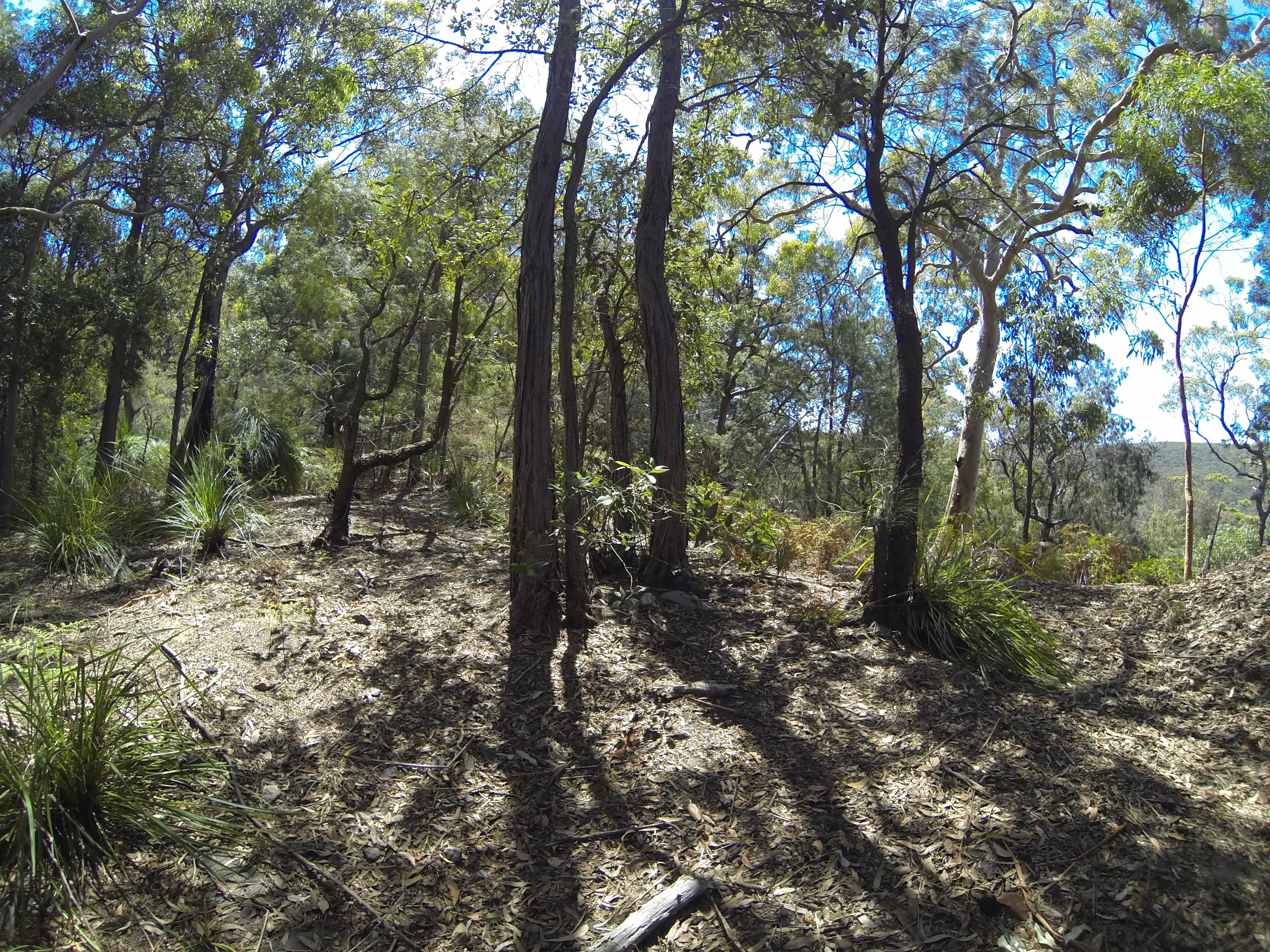
Parque nacional Agua de Brisbane en la costa central cerca de Gosford, Nueva Gales del Sur.

El bosque dominante son los árboles de eucalipto, de hecho, fue la humedad de estos árboles la que originalmente se pensó que causaba la niebla azul que dio nombre a las montañas. Los matorrales, los bosques arbustivos (brezales) y la vegetación de llanuras de arena afiliadas son típicos de la zona costera de la región. Las especies de arbustos incluyen Epacridaceae, Myrtaceae, Rutaceae, Fabaceae, Proteaceae y Cyperaceae . Los Montes de la Frontera albergan más de 1.200 plantas vasculares.
Una variedad de árboles de eucalipto dominan las áreas de esta gran ecorregión, que incluyen: 
- En el sur de Queensland y el norte de Nueva Gales del Sur (como en los alrededores, como las mesetas del Norte): eucalipto de sebo (Eucalyptus microcorys), blackbutt (Eucalyptus pilularis), boj cepillo (Lophostemon confertus ), eucalipto rosado (Eucalyptus grandis) y comensal de Gympie (Eucalyptus cloeziana).
- En el sur de Nueva Gales del Sur: eucalipto saligna (Eucalyptus saligna), eucalipto corteza gris de hierro (Eucalyptus paniculata) y blackbutt;
- En la costa de Nueva Gales del Sur: corteza fibrosa de hoja delgada (Eucalyptus eugenioides).

Los árboles en los bosques templados cálidos incluyen palo satinado (Ceratopetalum apetalum), sasafrás (Doryphora sassafras) y lillypilly (Syzygium smithii). Los árboles típicos de los bosques templados fríos incluyen Eucryphia moorei y haya antártica (Nothofagus moorei).
Hay colecciones particularmente ricas de plantas endémicas en varias áreas: el eucalipto de las Montañas Azules; las selvas tropicales del área de los Montes de la Frontera en la cadena McPherson, incluido monte Warning, el parque nacional Nightcap y el parque nacional Lamington, incluido Binna Burra; y las dunas de arena de isla Fraser, declarada Patrimonio de la Humanidad, y el parque nacional Gran Arenosa del sur de Queensland. Hay áreas conocidas de selva tropical protegidas como los bosques húmedos Gondwana de Australia, que contienen distintas áreas de selva tropical subtropical en Nueva Gales del Sur, la selva tropical seca del sur de Queensland (aunque la mayor parte se ha talado para la agricultura y las plantaciones de pinos) y la selva tropical templada cálida al sur de Sídney. Finalmente, las costas se cubren de arbustos, brezales y otra vegetación de dunas de arena.

## Fauna
La vida silvestre local incluye gusanos de terciopelo y koalas, mientras que las aves del bosque incluyen martines pescadores kookaburra, cacatúas gang-gang, rosellas carmesí y acantizas estriadas y una serie de aves amenazadas como el azor rojo (Erythrotriorchis radiatus), el loro migrador (Lathamus discolor), el mielero regente (Xanthomyza phrygia), el ave lira de Alberto (Menura Alberti), y el picocerdas oriental (Dasyornis brachypterus). En total, se han transcrito más de 60 reptiles, 65 mamíferos y 275 aves en las Montañas Azules. La serpiente de cabeza ancha y la rana tartamudeante también existen en la región.

## Conservación

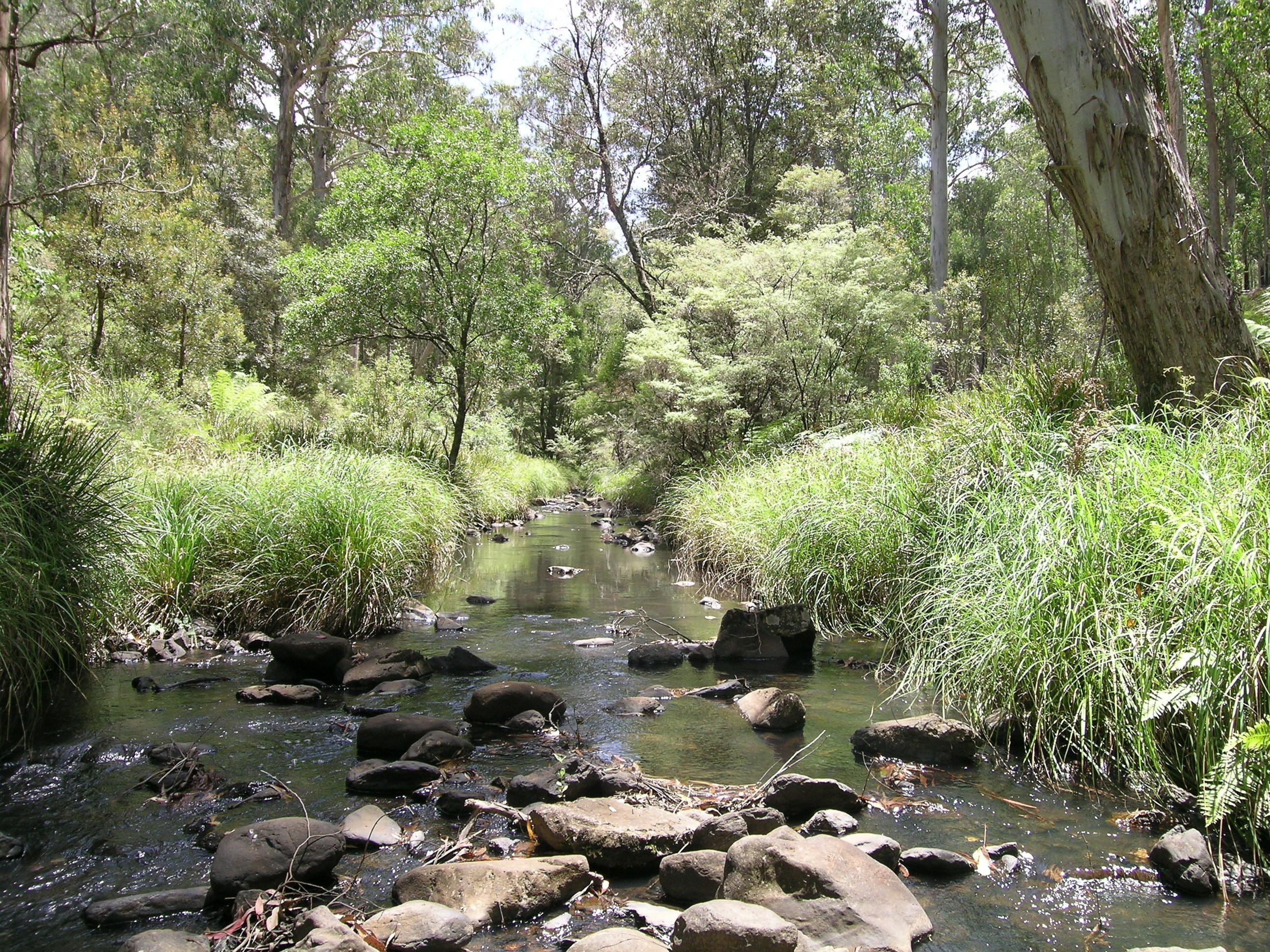
Un arroyo en el parque nacional Werrikimbe en la costa norte de Nueva Gales del Sur.

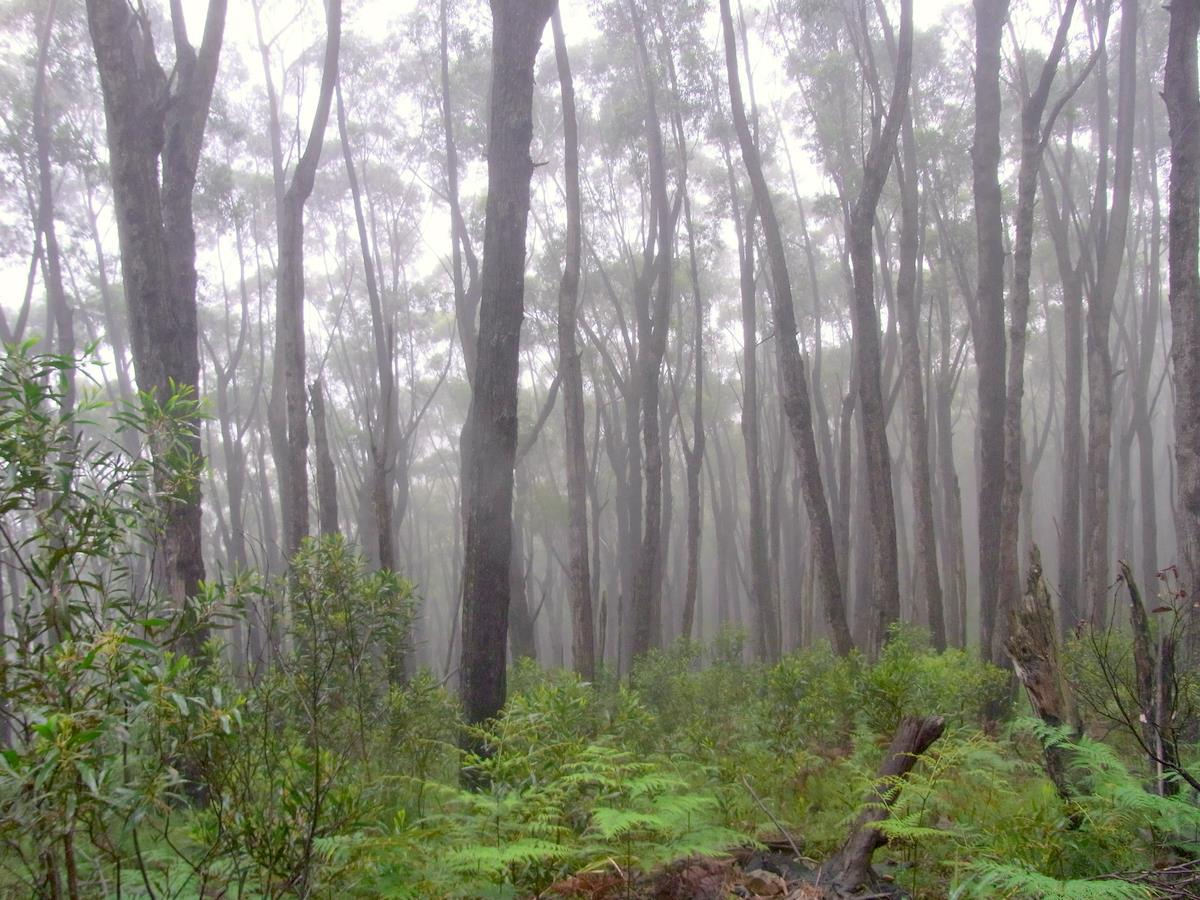
Parque nacional Deua en la costa sur de Nueva Gales del Sur, cerca de Batemans Bay.

Los siguientes parques nacionales conservan parte de la ecorregión. Se enumeran en orden de norte a sur, comenzando desde el norte de Nueva Gales del Sur hasta la costa sur de Nueva Gales del Sur (considérese que no todas las comunidades de plantas dentro de estos parques tienen bosques templados, ya que algunos clasificarían a bosques mediterráneos y/o bosques secos, dependiendo de la vecindad):
- Parque nacional Montes de la Frontera
- Parque nacional Washpool
- Parque nacional Willi Willi
- Parque nacional Werrikimbe
- Parque nacional Cottan-Bimbang
- Parque nacional Cumbres Barrington
- Parque nacional Lagos Myall
- Parque nacional Agua de Brisbane
- Parque nacional Valle de Berowra
- Parque nacional Ku-ring-gai Chase
- Parque nacional Dharug
- Parque nacional Montañas Azules
- Parque nacional Real
- Parque nacional Marramarra
- Parque nacional Dharawal
- Parque nacional Budderoo
- Parque nacional Budawang
- Parque nacional Monga
- Parque nacional Deua
- Parque nacional Wadbilliga
- Parque nacional Mimosa Rocks